# Godumops caritus
Godumops caritus is een spinnensoort in de familie van de Selenopidae. De spin komt voor op Papoea-Nieuw-Guinea.
Het dier behoort tot het geslacht Godumops. De wetenschappelijke naam van de soort werd voor het eerst geldig gepubliceerd in 2011 door Sarah C. Crews & Harvey.